# Гніздо (фестиваль)
Гніздо — молодіжний фестиваль рок-музики. Проводився у Білій Церкві починаючи з 2004 року по 2009 рік. Планувалося проведення у 2010 році, але через фінансові причини фестиваль був скасований.

## Історія

### 2004 рік
За підтримки меценатів було вирішено провести фестиваль популярної рок-музики. Перший фестиваль пройшов 12 вересня на площі ПК «Росава», що було приурочено до Дня міста. На ньому виступали гурти з усієї України: «Аммок», «Бажана», «Станция Мир», «Далеко», «Новий Едем», «БумБокс», «Зеленые Каштаны», «Sбей пепел'S», «НеДіля», «Росава» та «J-Jubei». Після успішного проведення фестивалю організаторами було прийнято рішення зробити цей фестиваль щорічним.

### 2005 рік
Цього разу фестиваль відбувся не на день міста, а в теплий недільний вечір 19 червня на площі біля палацу культури «Сільмаш», що в самому центрі міста. Тоді фестиваль зустрічав сім нових учасників з різних міст України — Львова, Полтави, Мінська, Києва. Завітали на «Гніздо» також колективи, знайомі всім за торішнім музичним репертуаром: відомий білоцерківській публіці своїми блюзами гурт «J-Jubei» та хедлайнер І Міжнародного молодіжного фестивалю «Гніздо» гурт «Новий Едем». Весь концерт вів відомий теле- та радіоведучий МС Паша. Так як фестиваль взяв гасло розкривати нові рок-таланти, то на фестиваль прибули нові учасники: «Будет», «Город Солнца», «Яка існуЄ», «Навколо Кола», «Дороги Меняют Цвет», гурт «Britalin». Гостем та цьогорічним хедлайнером фестивалю став легендарний білоруський гурт «Ляпис Трубецкой».

### 2006 рік
Датою проведення було обрано 3 вересня. Цього разу фестиваль був більше розрекламований. Було змінено його символіку, яку поширювали як комерційний продукт у вигляді нанесення його на бондани, кепки та футболки. Все місто було розклеєне афішами майбутнього фестивалю, тому на захід зібралось чимала кількість людей. Враховуючи невелику площу біля ПК «Сільмаш», довелось перекрити центральну білоцерківську вулицю — Ярослава Мудрого. Ведучим фестивалю був Ігор Пелих.
Цього разу склад виконавців мав явно хедлайнерський характер, так як більшість його учасників були відомі або доволі успішні виконавці з України та Росії: «Братья Грим», Альона Вінницька, «Табула Раса», «Lama», «С.К.А.Й.», «Джанго», «Мурени».
О шостій вечора фестиваль розпочався виступом гурту «BreakUp». Ця група стала переможцем конкурсу для молодих музикантів, оголошеним оргкомітетом Гнізда. До складу журі входили майже всі виконавці фестивалю або їх продюсери. Далі виступав С. К. А. Й., пісню якого «Тебе це може вбити» співали хором. Новим відкриттям для слухачів стали гурти «Lama» та «Джанго». Нагадав про себе й музичний колектив «Табула Раса», що тривалий час був у творчій відпустці. Місцеві музиканти з «Мурен» отримали на фестивалі широке визнання та заручились продюсерською підтримкою. Передостанньою виступала українська російськомовна співачка Альона Вінницька, хоча не всі її пісні можна віднести до жанру поп-рок, але виступ Альони сподобався гостям «Гнізда», особливо після того як під час пісні «Бугі-вугі» до неї приєднався Георгій Делієв. Останніми виступали хедлайнери заходу російський гурт «Братья Грим», які виконували свої нові пісні та декілька старих хітів.

### 2007 рік
Біла Церква стала свідком небаченого досі дійства — четвертого фестивалю «Гніздо». Кількість глядачів у 2007 році перевищила усі попередні роки. За приблизними підрахунками 19-го серпня на аеродромі Гайок було майже 100 тисяч чоловік. Можливим це стало завдяки кардинальній зміні в організації події. Якщо попередні три роки «Гніздо» відбувалося в межах міста, то цього разу територія фесту знаходилася у вільній від будинків та вулиць місцевості.
Головну частину учасників фестивалю склали вітчизняні музиканти, котрі створюють якісну музику. Хедлайнерами заходу стали гурти Бумбокс, Танок На Майдані Конго та росіяни Город 312. Втім, кожен з десяти колективів, що складали лайн-ап, відмінно сприймався публікою. Розпочали фестиваль, за традицією, цьогорічні переможці конкурсу молодих команд — музиканти гурту Фарбований Лис. Далі на сцені з'явилися кияни Контрабанда.com.ua, після яких овації зірвали Мурени, для котрих Біла Церква — рідне місто. Коли сонце вже майже зникло свій сет розпочав гурт Dazzle Dreams — електронна музика стала відмінним саундтреком зникаючого світила. Музиканти гурту Крихітка Цахес відкрили нічну частину «Гнізда». Після сета Каши Сальцової та компанії, на «Гнізді» відбулась українська прем'єра київського гурту Gouache. Наступну, заключну частину фесту відкрила Моторролла. Виступ киян вирізнявся потужністю та активним спілкуванням з публікою, яким хлопці добряче її завели. І після виходу на сцену хіп-хоп тріо Бумбокс, Біла Церква, яка того вечора майже вся була на «Гнізді», вибухнула скаженою активністю. Але коли сценою почали стрибати Фагот та Фоззі з ТНМК, увесь натовп з'єднався, і натовпом пройшов масовий екстаз вагою у 100 тисяч душ. Втомлені та радісні глядачі потроху почали розходитися, коли закривати фестиваль на сцену вийшов російський гурт Город 312. Задоволеними залишились усі. Музиканти звуком, світлом та публікою, публіка музикантами, а організатори — усім, що відбулося навкруги.
Технічний бік «Гнізда» викликав приємні враження. Звук, світло — дійсно працювали та робили шоу. Єдине, що викликало деякі запитання — це дивне, несиметричне розташування глядачів біля сцени.
«Гніздо» залишилося контрольним звітом про все якісно створене протягом минулого року у жанрі поп-рок та отримало статус фесту, що розвивається семимильними кроками. І, здається, до Роскілду не так вже і далеко.

### 2008 рік
Протягом двох фестивальних днів подивитися на виступи артистів прийшло понад 90 тисяч чоловік. І саме вони встановили пивний рекорд фестивалю, випивши 25 000 келихів пива.
Головна задача поставлена перед організаторами фестивалю — охопити якомога ширшу аудиторію — була виконана відмінно. Яскравий перелік виконавців «Гнізда» зібрав в одному місці підлітків, молодь, сімейні подружжя з дітьми. Кожен міг знайти протягом дводенного фесту на сцені щось собі до душі.
Перший день запам'ятався суперемоційним виступом команди «Димна Суміш», вокаліст якої під кінець сейшену розпрощався зі своєю гітарою у найкращих традиціях Курта Кобейна, перетворивши її на мотлох.
Довгоочікувані британці «White Rose Movement», подивитися на яких приїхали фани з Києва Харкова та Москви, виконали усі найвідоміші пісні та навіть вийшли на біс.
Закривати перший день «Гнізда» довелося Валерію Харчишину разом з «Другою Рікою». Публіка, як вдало помітив ведучій фесту Ігор Пелих, стала єдиним цілим з артистом. Протягом тих годин кожен у Білій Церкві міг побачити, як відривається багатотисячний натовп під улюблену музику.
Другий день зібрав ще більшу аудиторію, якій вже не був потрібний розігрів. З перших хвилин виступу гурту «Platina» публіка почала танцювати та стрибати. Це продовжилося і під звуки виступу білоцерківського гурту «Мурени».
Виступ новосибірців «Punk Tv» вийшов трохи менш емоційним ніж «Мурен», втім поціновувачі стриманого європейського інді-саунду отримали те, чого бажали.
Разом з дощем над Білою Церквою на сцені «Гнізда» з'явилися музиканти гурту «ТІК». Протягом їхнього виступу попри зливу людей на «Гнізді» не поменшало, а навпаки — натовп збільшився та не перериваючись стрибав під музику «ТІК».
Справжнім сюрпризом для всіх став виступ гурту «Lama». Світлове шоу, що підтримувало концепцію усього, що відбувалося на сцені, разом з енергетикою самої Наталі, охопило все навколо. Те що відбувалося між сценою та аудиторією важко назвати просто обміном енергією, спілкуванням, чи ще чимось. Це було грандіозне шоу, варте того, щоб його побачити.
Улюбленець білоцерківської публіки Кузьма Скрябін вийшовши на сцену одразу заволодів очима десятків тисяч глядачів. Танцювали та співали усі. Саме на цьому виступі відбулася концертна прем'єра колективу під продюсуванням Кузьми — «Пающіє Труси». За словами Кузьми, такого масштабного рок-фестивалю як Гніздо, він в Україні ще не бачив.
Кінець «Гнізда 2008» став початком наступного, шостого «Гнізда». Робота над яким вже почалася. Організаторам доведеться остаточно вирішити де саме відбуватиметься фестиваль надалі, адже за словами президента «Гнізда», Віталія Титаренка, «Гніздо 2009» відбудеться на тому місці, яке організатори оберуть як постійне.

### 2009 рік
Суботнього вечора 15 серпня на аеродромі Гайок, що поблизу Білої Церкви, гніздилась 70-ти тисячна публіка прихильників поп-рок культури, котрі прийшли вшанувати світлу пам'ять свого улюбленця — яскравого шоумена та ведучого Ігоря Пелиха. Вшосте розпочиналась одна з найочікуваніших подій в українському музичному житті — фестиваль ГНІЗДО 2009. Теплу атмосферу фестивалю своєю присутністю доповнили дружина Ігоря Олександра, з їх сином Іванком та найближчою родиною.
Неабияким сюрпризом для прихильників ГНІЗДА 2009 став дует ведучих, який склав син Ігоря — Іван Пелих, та його друг і соратник — Фоззі з ТНМК.
Короткий вступ, оголошення відкриття 2009го ГНІЗДА і перші світлі спогади з життя Ігоря Пелиха. Розпочали музичну частину молоді та амбіційні хлопці з гурту O.Torvald. Ще не заповнений аеродром, вже при денному світлі почав стрибати під перші пісні. Відразу після них на сцену вийшли місцеві улюбленці — Мурени, які змінили драйвовий старт лірикою.
Між виступами артистів до публіки виходив новоспечений дует ведучих, а на екрані в красивому і динамічному відеоряді, зі своїм оптимізмом і сонячною посмішкою, з'являвся Ігор Пелих. Атмосфера й справді була святковою і радісною, попри легкий смуток в серцях кожного присутнього.
Вже вечоріло, а на сцену готувався вийти гурт, який Ігор любив найбільше — Мотор'ролла. Сергій «Сєня» Присяжний, лідер гурту, розповів смішну історію з торішнього фестивалю, в якій Ігор підспівував слова пісні із-за сцени в мікрофон прямо під час їх виступу, а той не міг зрозуміти, хто фальшиво дублює його текст. Мотор'роллівці присвятили пісню «Травень» своєму близькому другу, який пішов від нас того ж зловісного місяця.
Ігор Пелих своєю харизмою за останні три роки перетворив фестиваль на масове дійство міжнародного рівня, хоча сам мріяв, аби на ньому виступали виключно українські виконавці. Цьогорічний фестиваль ГНІЗДО 2009 зібрав на своїй сцені виключно українських найяскравіших виконавців поп-року, аби у такий спосіб втілити в життя мрію свого натхненника. Ігор за життя при кожній нагоді демонстрував свою любов до всього українського. Він навіть часто жартував на будь-яке обурення фразою: «усі скарги сприймаються виключно державною мовою».
Наступний вихід був за Dazzle Dreams. На електронне диско з етнічними елементами, у виконанні епатажного Дмитра Ципердюка, публіка реагувала оваціями. Частина любителів поп-музики мала змогу пострибати під диско і перепочити від так званих рокерів. Далі настала черга гурту С. К.А. Й., яких глядачі зустріли особливо тепло і активно. Прозвучали вже всім відомі балади і глядачі злились в одному голосі, підспівуючи тексти пісень.
Хед-лайнером ГНІЗДА 2009 став Тартак на чолі з лідером — Сашком Положинським. Як тільки гурт з'явився на сцені, глядачі під масивні рокові рифи здійнялись в масовий скач. Кожен патріотичний меседж Сашка сприймався публікою з гордістю, і вгору здіймались синьо-жовті прапори. Наприкінці виступу на сцені з'явився Андрій Підлужний і, в дуеті з Сашком, прозвучала улюблена пісня Ігоря — «Не кажучи нікому».
Так закінчився перший день фестивалю. А вже другого дня о 17.00 на стадіоні «трудові резерви» розпочався товариський футбольний матч між командами зірок естради ФК «Маестро» та між друзями фестивалю ФК «Фаворит». У складі ФК «Маестро» на поле вийшли: Фоззі («ТНМК»), Олександр Положинський і Андрій Благун (з гурту «Тартак»), Іван Леньо («Гайдамаки»), репер Ларсон, Майк («Павліки Інтернешнл»), Мирослав Кувалдін, актор Костянтин Косинський та інші артисти. До складу ФК «Фаворит» увійшли: друзі фестивалю, білоцерківська громада і продюсер фестивалю Віталій Титаренко.
На стадіоні зібралось близько десяти тисяч фанів, які протягом усієї гри активно підтримували обидві команди. Гра виявилась достатньо напруженою і захоплюючою, та при цьому гравці обох команд з повагою відносились один до одного. Наприкінці другого тайму вели в рахунку гравці ФК «Фаворит», але на останніх хвилинах зіркова команда заробила пенальті у ворота суперника і вдало його реалізувала. Таким чином, результативна нічия 4:4 була логічним завершенням цього феєричного матчу, який також був присвячений світлій пам'яті побратиму по шоу-бізнесу Ігорю Пелиху.
Вибух емоцій і вражень які в черговий раз подарував своїм шанувальникам фестиваль ГНІЗДО 2009 пам'яті Ігоря Пелиха офіційно завершено. Позаду світлі спогади, а попереду підготовка до наступного, сьомого за рахунком ГНІЗДА.

## Учасники фестивалю

### 2004 рік
- J-Jubei
- Sбей пепел'S
- Аммок
- Бажана
- Бумбокс
- Далеко
- Зеленые каштаны
- НеДіля
- Новий Едем
- Росава

### 2005 рік
- Ляпис Трубецкой
- Новий Едем
- Город Солнца
- J-Jubei
- Будет
- Britalin
- Дороги Меняют Цвет
- Навколо Кола
- Яка існуЄ

### 2006 рік
- Табула раса
- Джанго
- Мурени
- Lama
- Альона Вінницька
- Братья Грим
- BreakUP
- С.К.А.Й.

### 2007 рік
- Город 312
- ТНМК
- Мотор'ролла
- Мурени
- Бумбокс
- Крихітка Цахес
- Gouache
- Контрабанда.com.ua
- DAZZLE DREAMS
- Фарбований Лис

### 2008 рік
- WHITE ROSE MOVEMENT
- Друга ріка
- PUNK TV
- Скрябін
- Тартак
- Лама
- ТіК
- Qarpa
- Мурени
- PLATINA
- Димна суміш
- YouCrane

### 2009 рік
- Тартак
- С. К.А. Й.
- Мотор'ролла
- Dazzle Dreams
- O.Torvald
- Мурени